# Eredet (táncjáték)
Az Eredet / Origins a Kósart nevű formáció 2023. május 20-án bemutatott táncjátéka, amely a magyar legendákra és népi hiedelemvilágra épít. A műben a Csodaszarvas mellett olyan hiedelemalakok jelennek meg, mint a Vadleány, a Lidérc vagy az Ördög, akik folyamatos próbatételek elé állítják a főhőst, Hunort és segítőjét, a Táltost. A cselekmény a Csodaszarvas-legendára épül, ám attól elvonatkoztat. Morális középpontba az összefogás ereje kerül.

## Szereplők
- Hunor
- Csodaszarvas
- Táltos
- Ördög
- Vadleány
- Lidérc
- Erdőlakók
- Tündérek

## Cselekmény

### 1. jelenet: Az Erdő gyermekei
Az Erdőt mindenféle népség lakja: csúszómászók, rókák, farkasok, medvék, mókusok, akik csak félve merészkednek elő a szemlélő számára. Ráadásul olyan titkokat is rejt, amelyeket nem ad egy könnyen. Itt rejtőzik ugyanis a Csodaszarvas is, de sokkal veszedelmesebb lényekkel is találkozhat az arra járó, ha nem elég elővigyázatos, mint például a Vadleánnyal, a Lidérccel vagy magával az Ördöggel.

### 2. jelenet: Hunor és az érzékek próbája
Hunornak megmutatkozik a Csodaszarvas, ám a tünékeny jelenségről az sem biztos, hogy tényleg látta. Felkerekedik, hát, hogy megtalálja, és ahogy egyre mélyebbre jut az Erdőben, nyomokra bukkan, a hagyomány elveszett szilánkjaira, magát a lényt azonban nem leli. Próbára teszi hát minden érzékét: a látást, tapintást, hallást, szaglást és még az ízlelést is, mindhiába. Csak néha-néha véli mégis meglátni a Csodaszarvast, ám az sem biztos, hogy valóban Ő az. Végső elkeseredettségében feladja a kutatást.

### 3. jelenet: A Táltos színre lép – Új remény
A Csodaszarvas végig követi Hunor útját, és segítségül útjába keríti a Táltost, aki először megpróbálja lebeszélni Hunort a mesebeli lény kereséséről. Még ki is neveti amiért ilyen álmokat kerget, ám végül mégis megszánja.

### 4. jelenet: A Tűz – Egy másik világ kapuja
Hunor és a Táltos tüzet raknak, és együtt egy másik érzékelési síkra kerülnek, ahol a Tűzben először a magyar hagyomány szimbólumait vélik felfedezni. A lángok virágot formáznak, aztán fel-felröppenve madárrá válnak, majd újra tűzzé, és a csodás Tűz táncában egyesülnek.

### 5. jelenet: A Vadleány csapdája
Ahogy eloszlanak a vízió első képei, megjelenik az első természetfeletti lény: a Vadleány, akinek sikerül is elcsábítania Hunort, hiába kérleli őt a Táltos. A lény csapdába ejti Hunort, de a Táltos az utolsó pillanatban megmenti őt.

### 6. jelenet: A Lidérc játszmája
A Lidérc sejtelmes alak: hol itt, hol ott tűnik fel, s fényes megjelenésével hívogatja az arra járókat. Hunort is tévútra csalja, és ahogy ketten maradnak a Táltossal, megpróbálja megbabonázni őt. A próbatétel közepette a férfinak megjelenik a Csodaszarvas, aki azt súgja neki, hogy adja meg magát, mert csak így győzhetnek. Erre a Lidérc megbabonázza a Táltost, és ekkorra tér vissza Hunor. A férfi – mivel éppen látta a történteket – megvádolja a Lidércet, aki viszont folyton kibújik a rágalmak alól, s ahogy csatába keverednének, ügyesen a saját javára fordítja az eseményeket: elcsábítja Hunort, majd hirtelen eltűnik. A férfinak a már ismerős hiány marad csak, majd ahogy ismét megjelenik a lény, felcsillan a remény, ám ezzel a játszmával éppen ez a cél. A Lidérc szépen lassan elszívja minden életerejét Hunornak, aki végül tehetetlenül esik össze.

### 7. jelenet: Az Ördög kísértése – Fény és Sötétség csatája
Az Ördög felvonultatja egész seregét, benne immár a Táltossal. Megpróbálja maguk közé hívni az éppen magához térő Hunort, aki azonban nemet mond erre. Majd egy rövid csatározás után a Táltossal találja szemben magát. Így kerülnek az Ördög fondorlatából a legnagyobb próbatétel elé: egymással kell megküzdeniük. Hunor majdnem megöli a Táltost, amikor ráébred tettének abszurditására, és megkegyelmez neki. Ezután együtt küzdenek meg az Ördöggel, és győzedelmeskednek.

### 8. jelenet: A Csodaszarvas látomása
Az örömmámor közepette jelenik meg a Csodaszarvas immár teljes pompájában, és rövid látomásban meséli el a két férfinak közös sorsukat: a magyar történelmet.

### 9. jelenet: Boldogok Földje
Ezek után a csodás lényt követve jut el Hunor és a Táltos a Boldogok Földjére, ahol gyönyörű tündérek táncolnak éppen. Alig hisznek a szemüknek: csodálatos helyre jutottak, ahol végre otthonra találhatnak.

## Szereposztás
| Karakter     | 2023              | 2024             |
| ------------ | ----------------- | ---------------- |
| Hunor        | Kósa Ruben        | Kósa Ruben       |
| Csodaszarvas | Kósa-Kemes Laura  | Kósa-Kemes Laura |
| Táltos       | Táncos Kristóf    | Táncos Kristóf   |
| Ördög        | Cseh Richárd      | Bolla Dávid      |
| Lidérc       | Barabás Lilla     | Barabás Lilla    |
| Vadleány     | Takács Lora Laura | Palkovics Réka   |

## Forrás
- https://port.hu/adatlap/szindarab/szinhaz/eredet/directing-48032
- https://www.kosart.eu/az-eredet-sztori
- https://www.kosart.eu/eredet